# Iracionalna nejednadžba
Nejednadžba kod koje se nepoznata veličina nalazi pod znakom korijena zovu se iracionalne nejednadžba. Premda se u širem smislu pojma iracionalne nejednadžbe nepoznata veličina može nalaziti pod znakom bilo kojeg korijena, u pravilu se pod iracionalnom nejednadžbom podrazumijeva nejednadžba gdje se nepoznata veličina nalazi pod kvadratnim korijenom i gdje je rješavanje iracionalne nejednadžbe relativno jednostavno.

## Područje definicije
Iracionalna nejednadžba je definirana za ono područje nepoznate veličine x u kojem je izraz ispod korijena općenito veći ili jednak nuli, gdje je, na primjer, za član:
{\displaystyle {\sqrt {x+4}}} jednadžba definirana {\displaystyle \forall } x {\displaystyle \in } {\displaystyle \left\lbrack -4,+\infty \right\rangle }
ili za član
{\displaystyle {\sqrt {x^{2}-4}}} jednadžba definirana {\displaystyle \forall } x {\displaystyle \in } {\displaystyle \left\langle -\infty ,-2\right\rbrack ,\left\lbrack +2,+\infty \right\rangle }

## Jednostavna iracionalna nejednadžba
Jednostavnijom iracionalnom nejednadžbom možemo smatrati iracionalnu nejednadžbu koja sadržava jedan član s nepoznatom veličinom ispod korijena kao na primjer:
{\displaystyle {\sqrt {4x-8}}-2>0.}
Sređivanjem i kvadriranjem obje strane jednadžbe nalazimo kako slijedi:
{\displaystyle {\begin{aligned}{\sqrt {4x-8}}&>2/^{(2)}\\4x-8&>4\\4x&>12\\x&>3\\\end{aligned}}}
gdje je rješenje iracionalne nejednadžbe svaki x iz intervala: {\displaystyle \left\langle +3,+\infty \right\rangle }.

## Složenija iracionalna nejednadžba
Nešto složenijom iracionalnom nejednadžbom možemo smatrati iracionalnu nejednadžbu koja sadržava dva člana gdje se nepoznata veličina nalazi ispod korijena kao na primjer:
{\displaystyle {\sqrt {4x-2}}<{\sqrt {2x+8}}}
Kvadriranjem i sređivanjem iracionalne jednadžbe nalazimo, redom:
{\displaystyle {\begin{aligned}4x-2&<2x+8\\2x&<10\\x&<5\\\end{aligned}}}
Rješenje iracionalne nejednadžbe je, dakle, x<5 gdje valja ispuniti i uvjet da su izrazi pod korijenima veći od nule, što će s druge strane biti ispunjeno za x>-1/2, odnosno x>-4. Rješenje date nejednadžbe bit će svaki x iz intervala: {\displaystyle \left\langle -{\frac {1}{2}},+5\right\rangle }.

## Složena iracionalna nejednadžba
Složenom iracionalnom nejednadžbom možemo smatrati iracionalnu nejednadžbu koja sadržava tri ili više članova gdje se nepoznata veličina nalazi ispod korijena kao na primjer:
{\displaystyle {\sqrt {2-x}}+{\sqrt {2x+2}}>{\sqrt {3x+6}}}
U traženju rješenja postupa se slično gornjem primjeru:
{\displaystyle {\begin{aligned}{\sqrt {2-x}}+{\sqrt {2x+2}}&>{\sqrt {3x+6}}/^{(2)}\\2-x+2{\sqrt {2-x}}{\sqrt {2x+2}}+2x+2&>3x+6\\2{\sqrt {2-x}}{\sqrt {2x+2}}&>2x+2/:(2)\\{\sqrt {2-x}}{\sqrt {2x+2}}&>x+1/^{(2)}\\(2-x)(2x+2)&>x^{2}+2x+1\\4x+4-2x^{2}-2x&>x^{2}+2x+1\\-3x^{2}&>-3/:(-3)\\x^{2}&<1\end{aligned}}}
Rješenja nejednadžbe nalazit će se prema tome unutar intervala {\displaystyle \left\langle -1,+1\right\rangle } gdje vrijednosti nepoznate veličine udovoljavaju i uvjetu da su izrazi pod korijenima veći od nule.